# Bauhaus (Zürich)

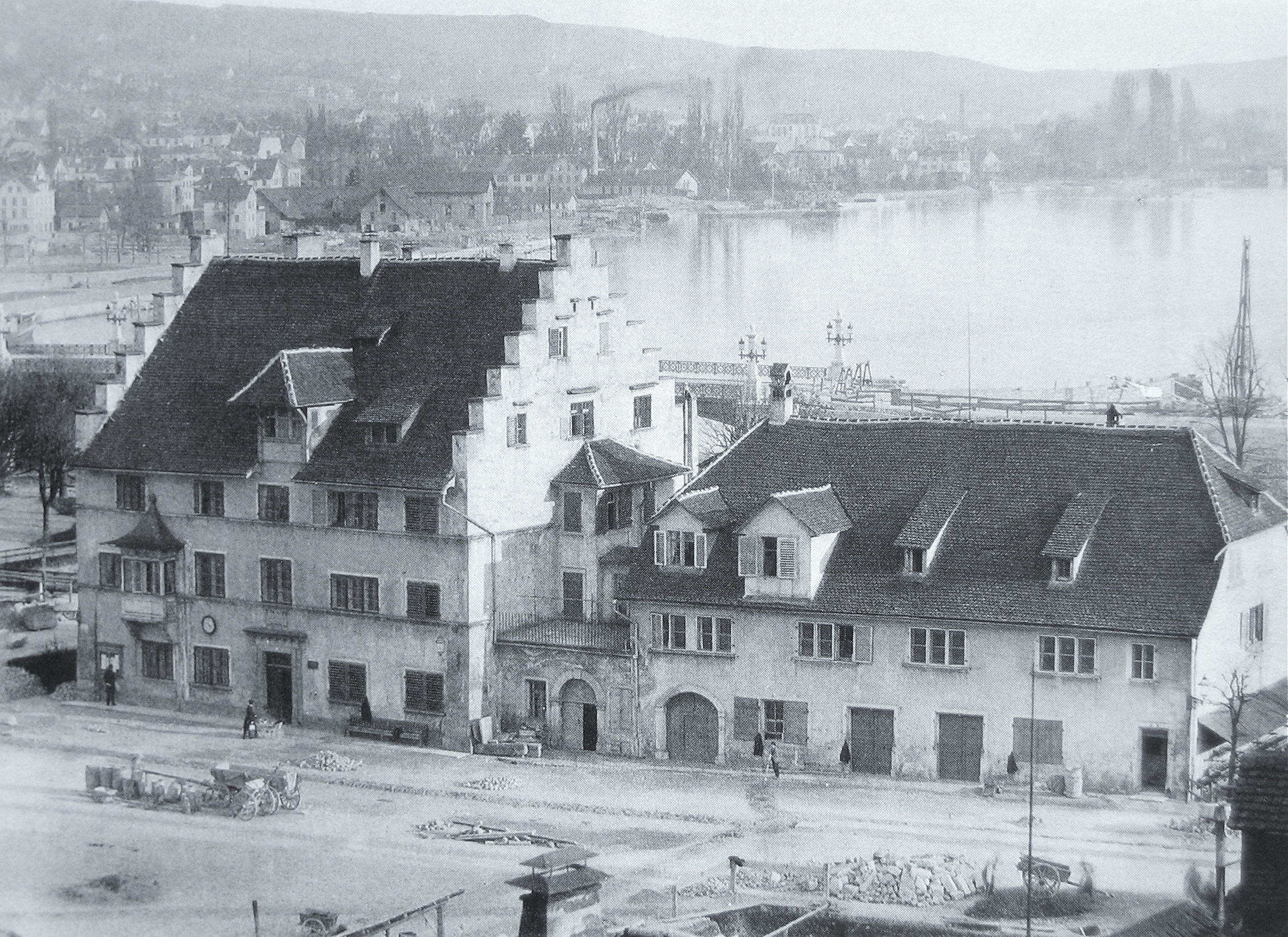
Das Bauhaus 1883

Das Bauhaus lag im Kratzquartier in Zürich und war zwischen 1586 und 1803 die Wohnstätte des Stadtbaumeisters. Nach 1803 wurde es bis zu seinem Abbruch 1886 als Stadthaus genutzt.

## Lage

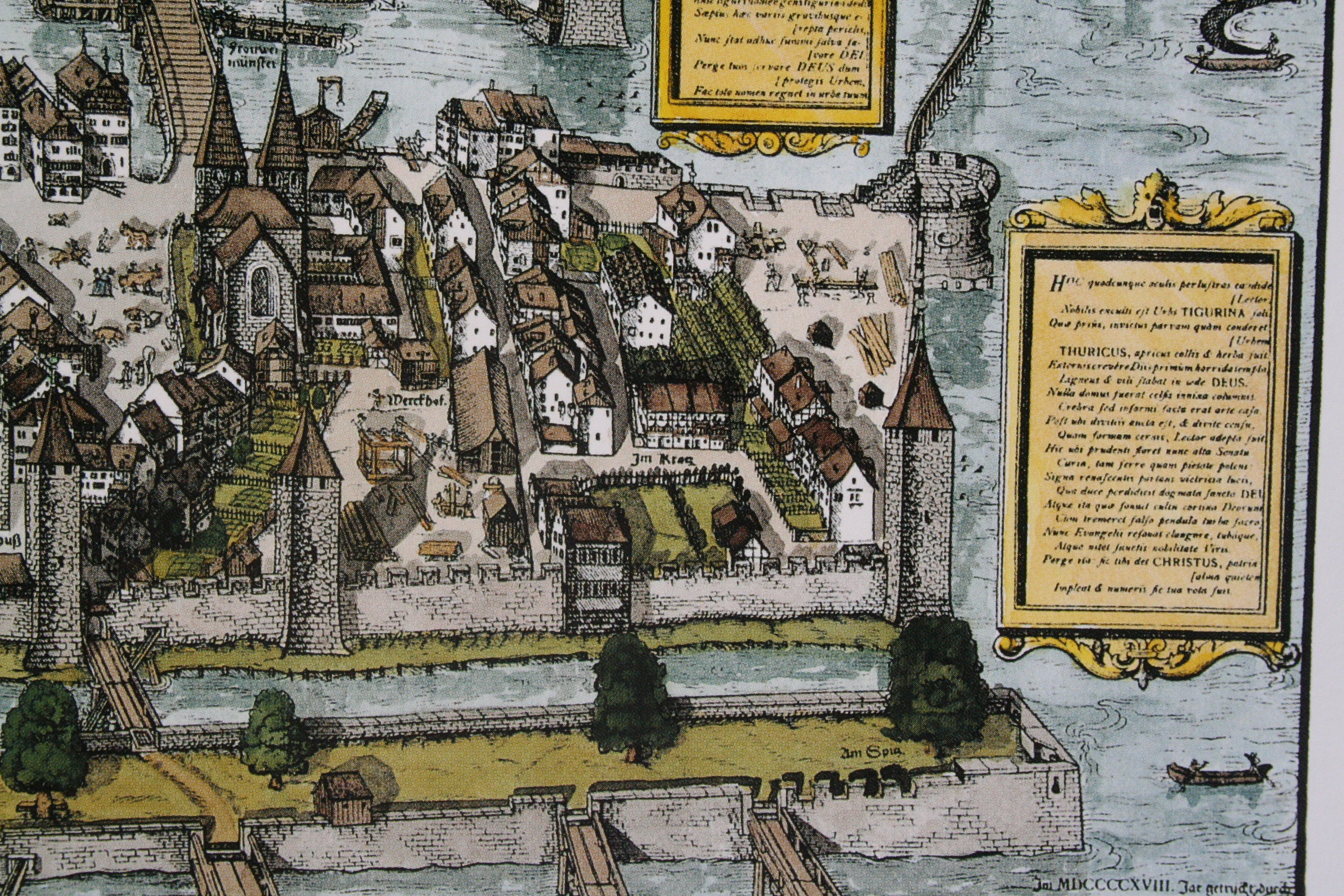
Rechts oben beim Ravelin wurde das Bauhaus angebaut

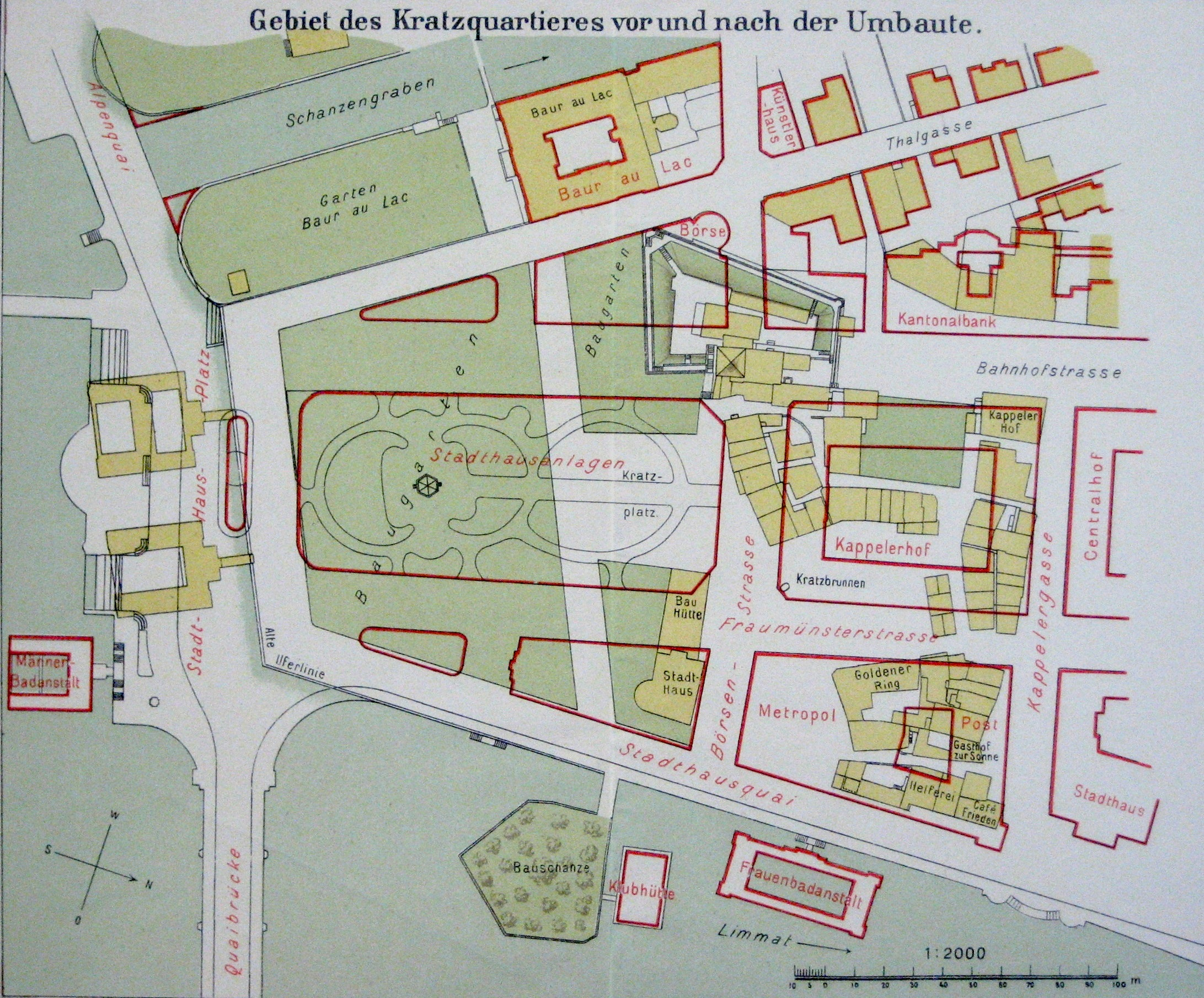
Lageplan früher und heute

Das Bauhaus stiess im Osten an die Limmat und im Süden an den Zürichsee. Es stand auf dem Gelände des dreieckigen städtischen Maurerwerkplatzes, der einige Jahrzehnte zuvor dem sumpfigen Ufergelände abgerungen worden war. Auf der Südseite schloss sich das Bauhaus an die seeseitige Ringmauer und an das Kratz-Ravelin an, ein Festungswerk, das um 1540 gebaut worden war.

## Name
Für das Gebäude gab es verschiedene Bezeichnungen: Um 1590 wird es von Christoph Murer «Nüw buw» genannt, 1594 «mÿner herren huss uff dem buw», 1692 «Eckhaus auf dem neuen Bau» und ab 1695 nur noch «Bauhauss». Nach 1803 wurde es «Stadthaus» genannt.

## Geschichte
Mit dem Bau wurde im Jahr 1583 begonnen, am 31. August 1586 fand die Aufrichte statt. Errichtet wurde es für den städtischen Bauherrn Anthoni Oerj, der als Angehöriger des «Kleinen Rates» Bauvorstand der Stadt war. Ihm oblag die Aufsicht über die städtischen Bauten, Strassen und Brücken. Westlich an das Bauhaus war die Bauhütte der Stadt angebaut, der Sitz des «Städtischen Werkmeisters in Stein». 

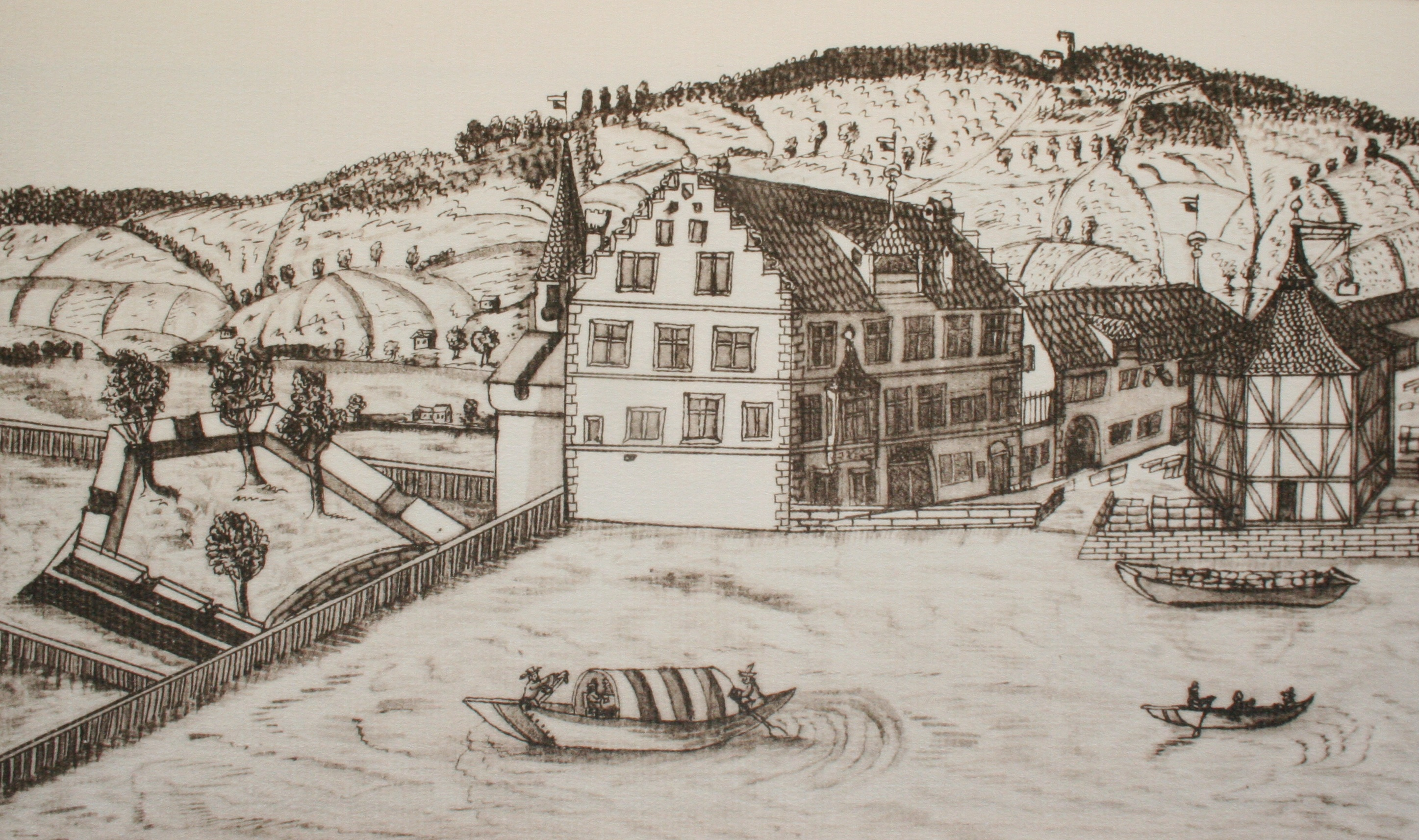
Das Bauhaus um 1700, Zeichnung von Gerold Escher

1708/09 wurde das Haus umfassend renoviert; bei dieser Gelegenheit wurde auf der Seeseite das Zürcher Wappen neu gemalt. Nach dem Ende der Helvetischen Republik kam das Bauhaus 1803 an die Stadt Zürich, welche darin die städtische Kanzlei und die Wohnung des Stadtschreibers einrichtete. Im Zusammenhang mit der Überbauung des Kratzquartiers wurde das Bauhaus nach dem Bezug des neuen Stadthauses 1886/87 nach dreihundert Jahren Bestand abgebrochen. Zuletzt diente es als Quarantänelokal für Pockenverdächtige.

## Beschreibung
Das Bauhaus war neben dem 1571 neu erbauten Schützenhaus der zweite Repräsentationsbau in der Stadt. Freistehend, mit seinem charakteristischen Treppengiebeldach, dem Erker und den zwei Obergeschossen hob sich das Bauhaus deutlich von den umstehenden Bauten ab und erinnerte an Landschlösschen, an denen sich die Bauherren offensichtlich orientiert hatten. An der Nordseite war ein Erker angebracht, 1762/63 wurde an der Westseite noch ein zweiter angebaut.
Im Erdgeschoss lagen Räume der Polizei, das Archiv und ein Magazin des Bauamtes; im ersten Geschoss die Stadtkanzlei, das Sitzungszimmer des Stadtrates und im zweiten Obergeschoss die Wohnung des Stadtschreibers und des Hauswarts. Die Wohnungen sollen die schönste Aussicht der Stadt gehabt haben.

### Innenausbau

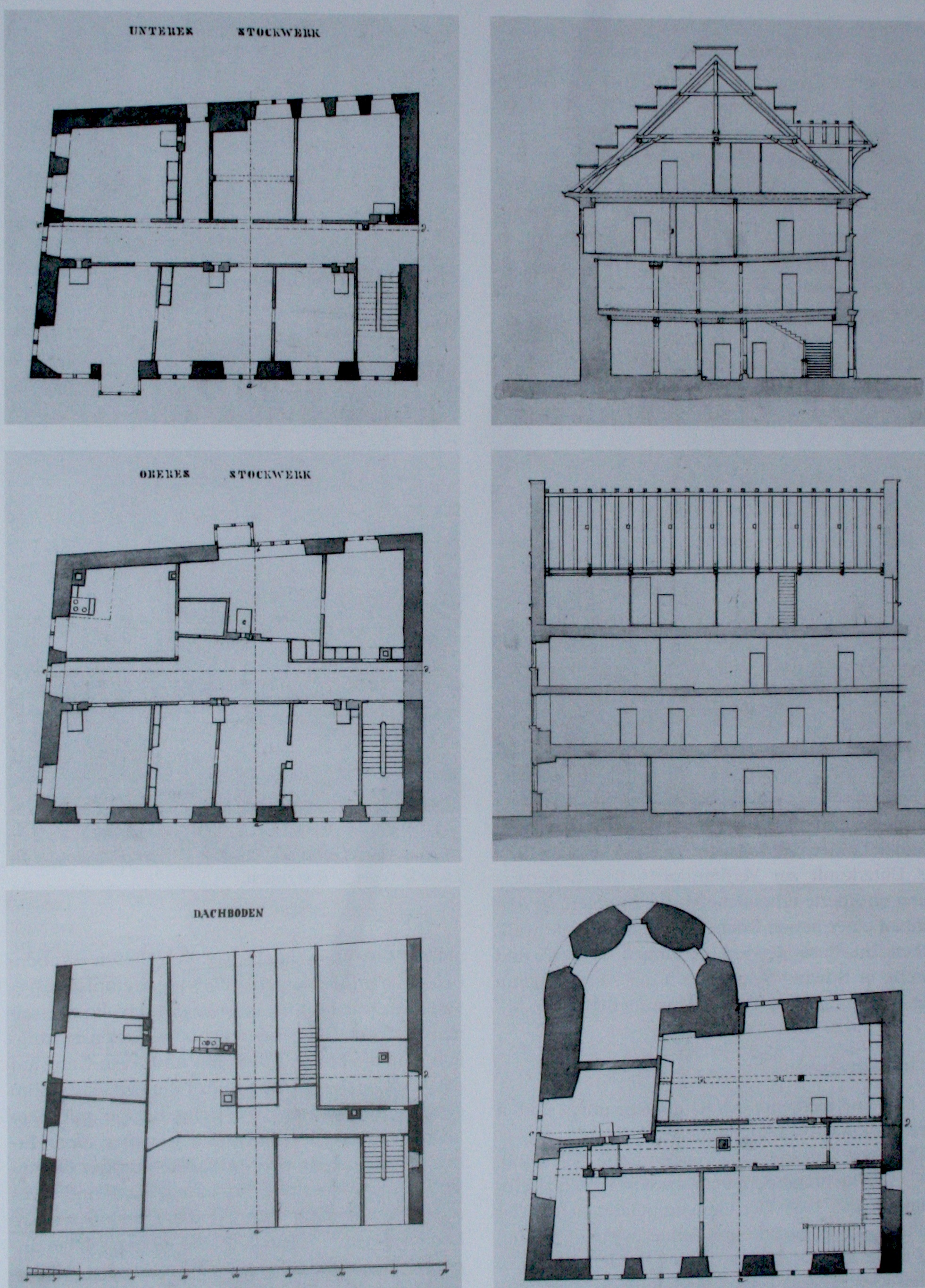
Pläne

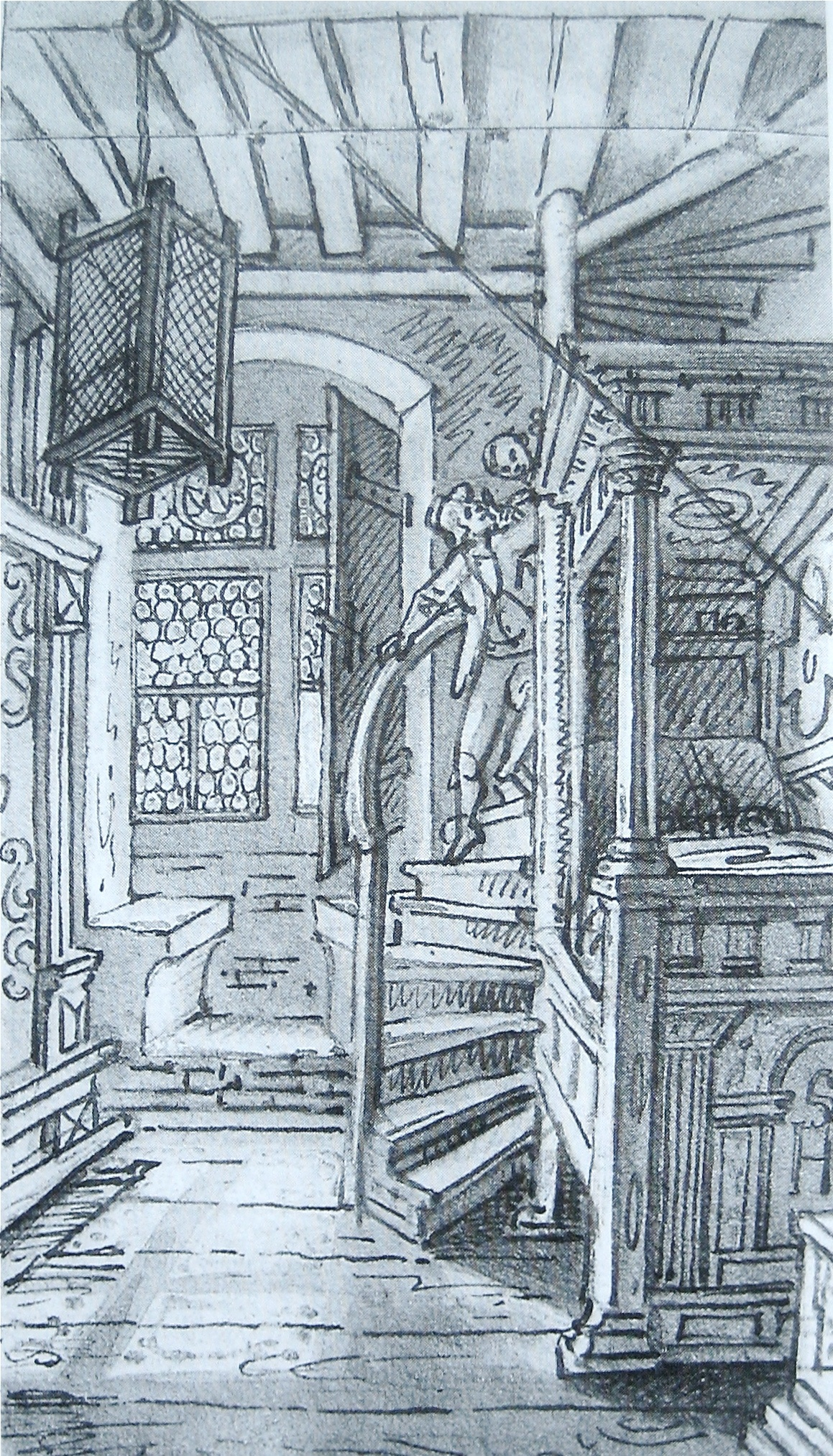
Im Innern

Aus dem Jahr 1856 sind Pläne und Grundrisse erhalten. Der Eingang auf der Nordseite führte in eine geräumige Halle. In allen Geschossen lagen in der Mitte Korridore in der Ost-West-Achse. Das Ravelin war im Erdgeschoss und im ersten Obergeschoss durch einen Gang erreichbar. Im ersten Obergeschoss lag auf der Nordseite die Schreibstube mit dem Erker. Daneben werden ein «oberes Stübli», eine «Wohnstube», eine «Seestube», einen «Saal» und mehrere Kammern genannt. 1705 wird eine «obere Küche» genannt; also wird es auch eine untere gegeben haben. 

### Einrichtung
Seit 1594 verfügte das Bauhaus über mehrere Wappenscheiben. 1597 wurde eine Uhr angebracht, die mehrmals revidiert werden musste. 1606/07 fertigte der Tischmacher Beat Dälliker 2 lang tafelen in bei hüsser uff dem buw an. Ein blau bemalter Ofen mit Landschaftsbildern des Hafners Leonhard Locher aus dem Jahr 1762 aus der «Seestube» steht heute im Zunfthaus zur Meisen, gemalt wurde er von Jakob Rusterholz aus Wädenswil.

## Bewohner
Prominentester Bewohner des Bauhauses war Herzog Henri II. de Rohan, der mit seinem Gefolge vom 17. März bis zum 30. Juni 1633 hier residierte. Für seinen Aufenthalt wurde eine neue Küche eingebaut. Nach seiner Abreise sollen gemäss den Quellen manche Fenster zerbrochen gewesen sein, die Aufräumarbeiten nahmen neun Tage in Anspruch. Auch Jörg Jenatsch hielt sich zeitweise im Bauhaus auf.
Später war das Bauhaus der Wohnsitz der Schriftstellerin Johanna Spyri. Nachdem ihr Gatte Bernhard Spyri (1821–1884) im Jahr 1868 zum Stadtschreiber gewählt worden war, zog die Familie im Stadthaus ein und lebte dort bis im April 1885.

## Haus der Steinwerkmeisters
Westlich des Bauhauses lag das durch einen Zwischenbau verbundene Wohnhaus des Steinwerkmeisters. 1583 wurde es werchmeisters huss genannt, 1639 steininen werchmeisters huss, 1794 «Bauhütte» und nach 1850 «Steinhütte». Es wurde gleichzeitig mit dem Bauhaus erbaut. Es verfügte nur über ein Obergeschoss und war mit einem Krüppelwalmdach gedeckt.

## Galerie

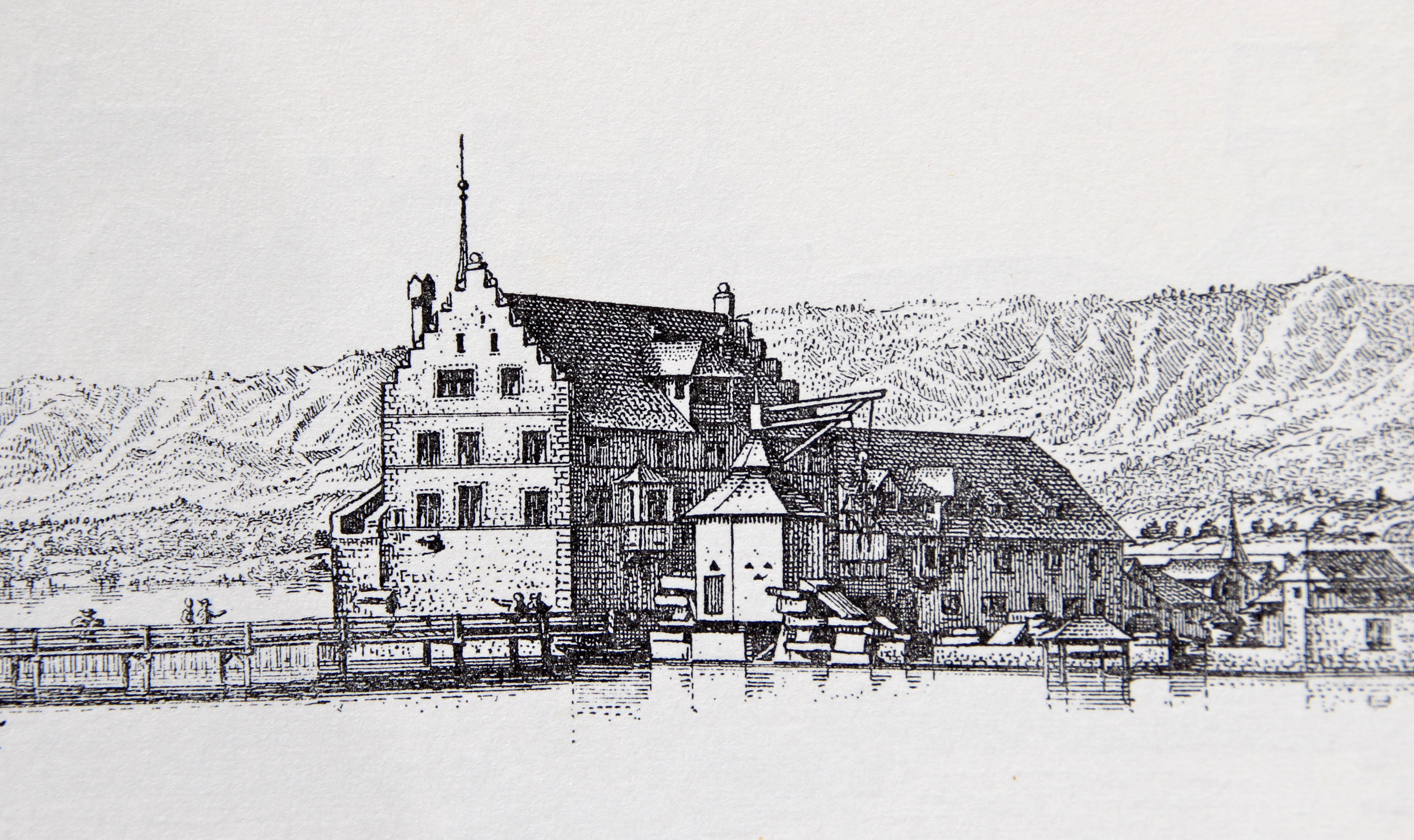
1770, Stich von Bullinger
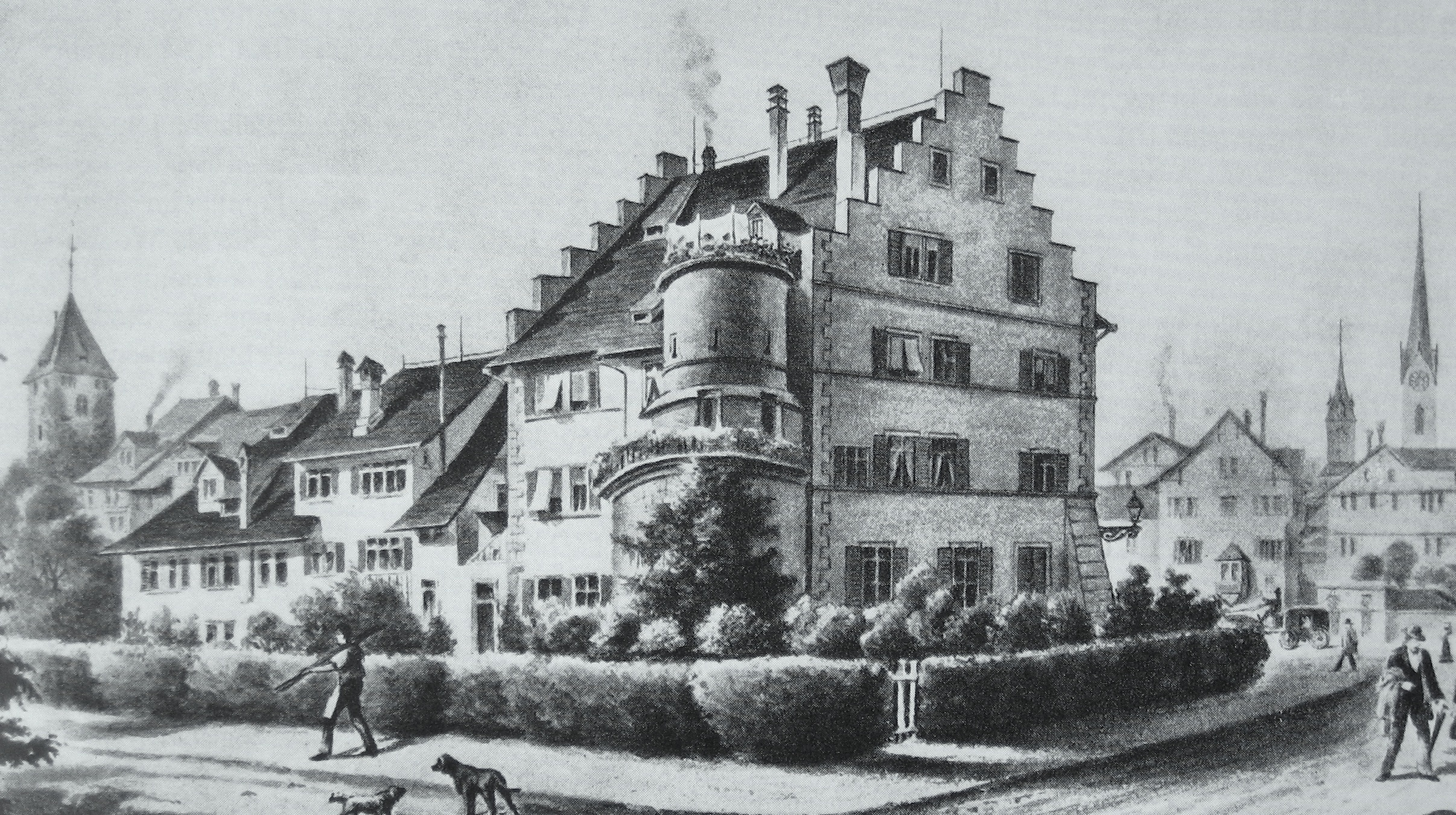
1850
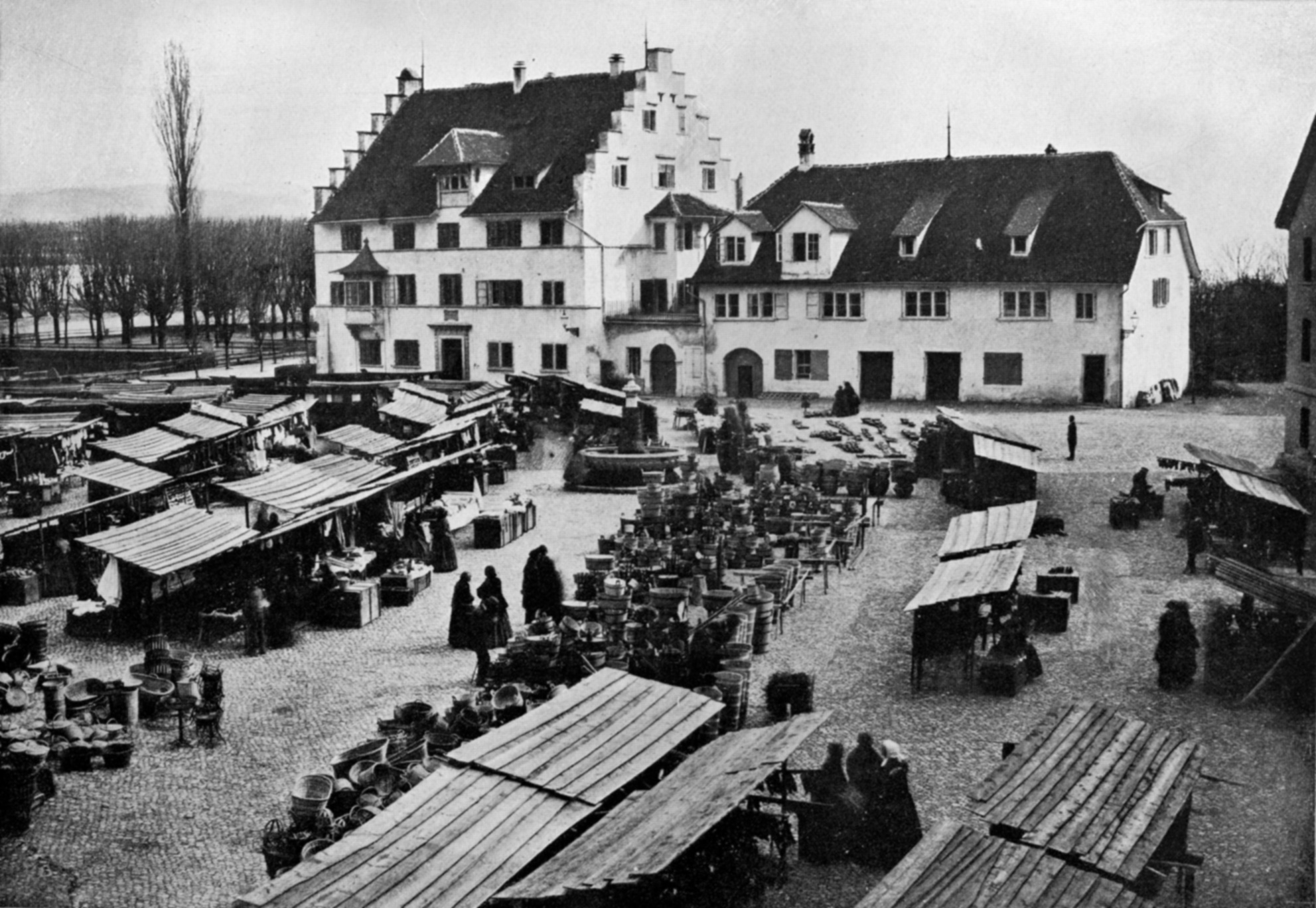
Markt, 1865
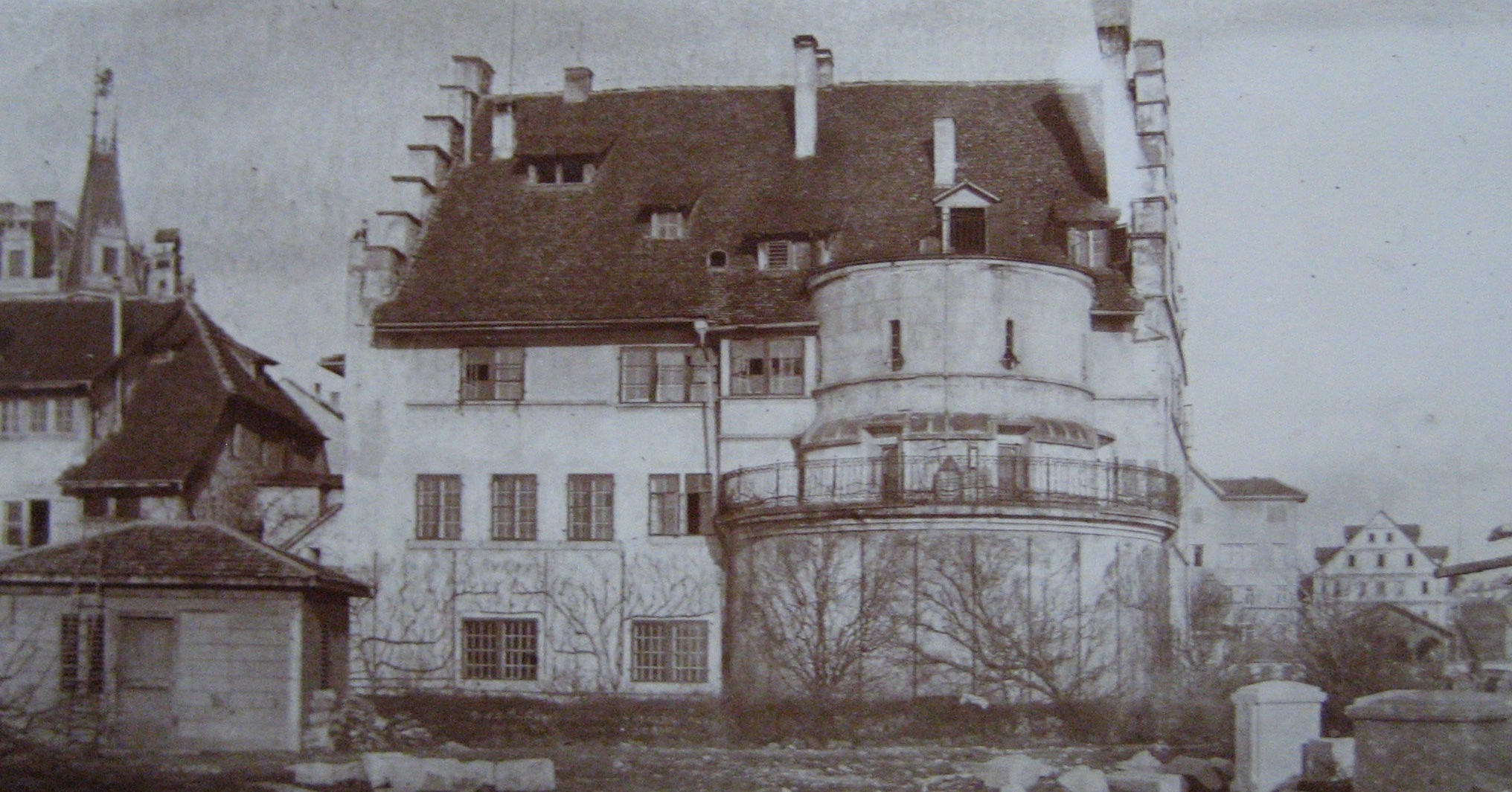
Mit Rest des Ravelins, von Süden, um 1880
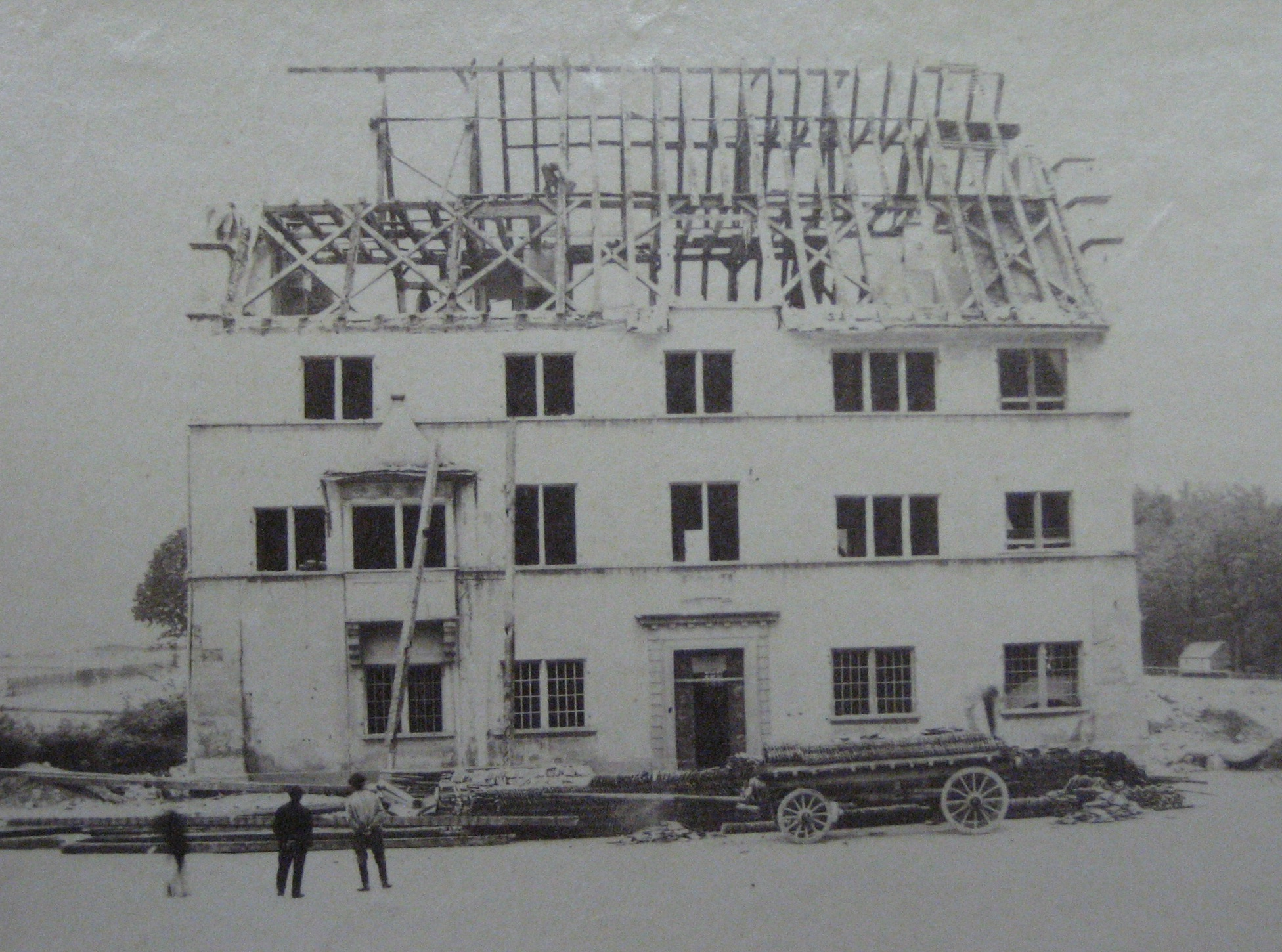
Der Abbruch